# Murine
Pour les articles homonymes, voir Murin.
Murine (en italien : Morno) est une localité de Croatie située en Istrie, dans la municipalité d'Umag, dans le comitat d'Istrie. En 2001, la localité comptait 630 habitants.

## Démographie
| 1948 | 1953 | 1961 | 1971 | 1981 | 1991 | 2001 |
| ---- | ---- | ---- | ---- | ---- | ---- | ---- |
| 445  | 321  | 328  | 307  | 266  | 544  | 630  |